# Bullay
Bullay är en kommun och ort i Landkreis Cochem-Zell i förbundslandet Rheinland-Pfalz, Tyskland. Kommunen har cirka 1 700 invånare.
Kommunen ingår i kommunalförbundet Verbandsgemeinde Zell (Mosel) tillsammans med ytterligare 23 kommuner.